# Eupithecia carneata
Eupithecia carneata là một loài bướm đêm trong họ Geometridae.